# Bärbel Broschat

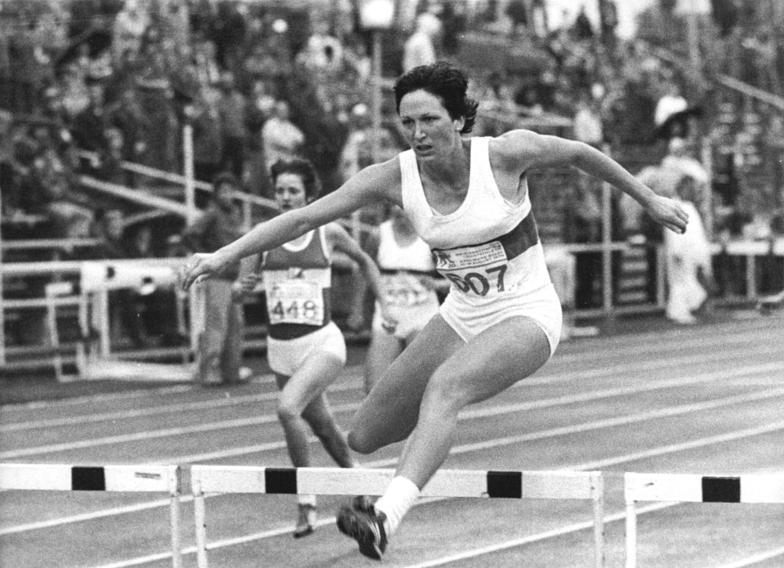
Bärbel Klepp wird 1979 DDR-Meisterin im 400-Meter-Hürdenlauf

Bärbel Broschat, geb. Klepp, (* 2. November 1957 in Magdeburg) ist eine deutsche Leichtathletin, die 1980 Weltmeisterin im 400-Meter-Hürdenlauf wurde (54,55 s). An den Olympischen Spielen 1984 in Los Angeles konnte sie wegen des Boykotts der DDR nicht teilnehmen.

## Karriere
Bärbel Broschat startete für den SC Magdeburg und trainierte bei Klaus Wübbenhorst. In ihrer Wettkampfzeit war sie 1,73 m groß und wog 62 kg.
1980 fand in Sittard eine Sonderausgabe der Weltmeisterschaften statt, bei der die noch nicht im olympischen Programm stehenden Disziplinen ausgetragen wurden. Broschat gewann die 400 Meter Hürden vor ihren Landsfrauen Ellen Neumann und Petra Pfaff. Ihre Siegerzeit von 54,55 Sekunden war eine Karrierebestzeit. Damit rangiert sie auf Platz zehn der deutschen 400-Meter-Hürdenläuferinnen hinter Sabine Busch, Cornelia Ullrich, Ellen Fiedler, Heike Meißner, Gudrun Abt, Silvia Rieger, Susanne Losch, Karin Roßley und Petra Krug.